# Banditen-Galopp
Banditen-Galopp (Galoppo dei banditi) op. 378, è un galop di Johann Strauss (figlio).
Il Banditen-galopp appartiene a quella serie di brani che Johann Strauss arrangiò con le melodie della sua operetta Prinz Methusalem (Principe Matusalemme, 1877).
Il titolo del galoppo deriva dalla presenza nell'operetta di banditi il cui intento è quello di spodestare il principe regnante e la melodia principale si trova nel duetto con coro del terzo atto: In der Stille ganz verstohl'n werden wir Schatze hol'n. Le altre melodie del brano provengono dal finale del primo atto.
Quasi subito dopo la prima dell'operetta, Johann, accompagnato da sua moglie Jetty, lasciò Vienna per adempiere a degli impegni a Parigi. Il viaggio di ritorno fu fatto via Baden-Baden, dove Strauss diede la prima esecuzione del suo Banditen-Galopp (eseguito con il titolo di Sapristi).